# Song Qinzong
Song Qinzong (zijn persoonlijke naam was Zhao Huan) (1110 - 1160) was keizer van de Chinese Song-dynastie (960-1279). Hij regeerde van 1126 tot 1127.